# بریتیش انرژی
بریتیش انرژی (انگلیسی: British Energy) شرکت برق بریتانیایی است، که در سال ۱۹۹۵ تأسیس شد.